# Sikkim Prajatantra Congress
Sikkim Prajatantra Congress (Sikkims Demokratiska Kongress), politiskt parti i den indiska delstaten Sikkim. Pawan Chamling, idag ledare för Sikkim Democratic Front och chefsminister i delstaten, var ledare för SPC 1978-1984. I delstatsvalet 1979 hade SPC lanserat kandidater i samtliga 32 valkretser, som vann fyra mandat. Partiet fick 11 400 röster (15,76%).
I delstatsvalet 1985 fick SPC:s 14 kandidater bara 438 röster tillsammans. Vid det laget hade dock Chamling gått över till Sikkim Sangram Parishad.